# Chevroux

Chevroux este o comună în departamentul Ain din estul Franței.